# Borsa di Lussemburgo
La Borsa di Lussemburgo (lussemburghese: Bourse vu Lëtzebuerg, francese: Bourse de Luxembourg, tedesco: Börse Luxemburg) è la borsa con sede nella Città di Lussemburgo nel sud del Paese.
La borsa ha una sessione di pre-apertura dalle 07:15 alle 09:00 e una sessione commerciale dalle 09:00 alle 17:35 tutti i giorni della settimana tranne sabato, domenica e i periodi festivi.
È specializzata primariamente in istanze di titoli di stato internazionali, per le quali è prima in Europa, con 32.933 titoli di debito quotati (2008).

## Storia
Il 30 gennaio 1927 è stata approvata la legge istitutiva della borsa di Lussemburgo. La società è stata costituita il 5 aprile 1928 come "Société Anonyme de la Bourse de Luxembourg" con una prima emissione di 7 000 azioni, ciascuna del valore di 1 000 franchi.
Nel novembre 2000 è entrata nell'accordo con Euronext.